# Енергетична бідність та приготування їжі

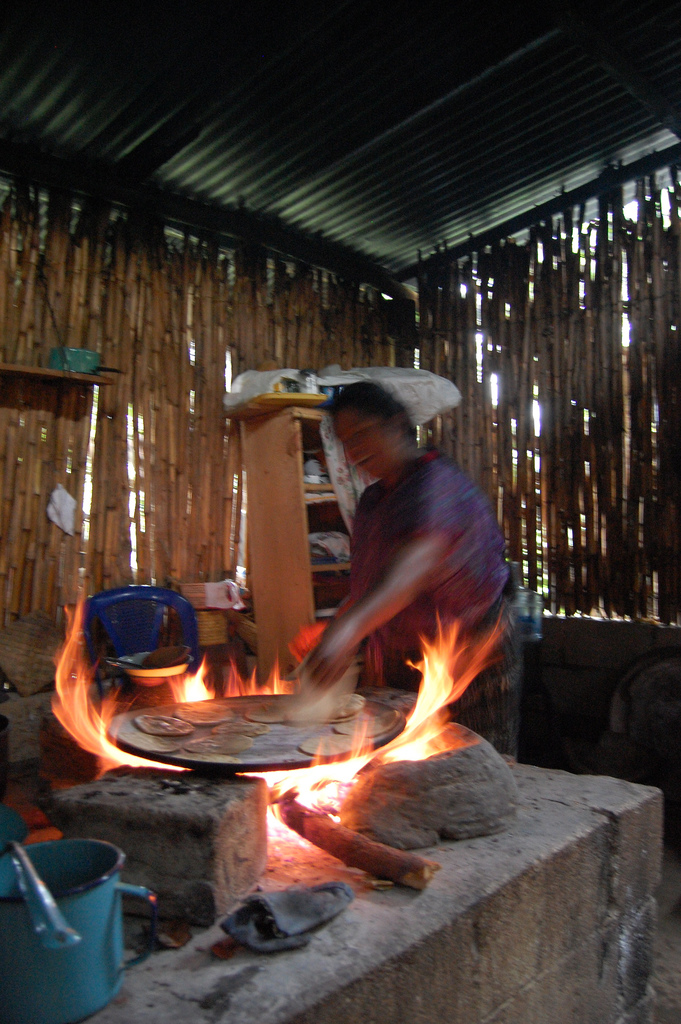
Традиційна дров'яна 3-кам'яна піч у Гватемалі, яка призводить до забруднення повітря в приміщенні

Одним із аспектів енергетичної бідності є відсутність доступу до чистого, сучасного палива та технологій для приготування їжі. Станом на 2020 рік понад 2,6 мільярда людей у країнах, що розвиваються, регулярно готують їжу на таких видах палива, як дерево, кізяки, вугілля або гас. Спалювання цих видів палива на відкритому вогні або в традиційних печах спричиняє шкідливе забруднення повітря в домогосподарствах, що призводить до 3,8 мільйонів смертей щорічно за даними Всесвітньої організації охорони здоров’я (ВООЗ), а також призводить до виникнення різноманітних проблем зі здоров’ям, соціально-економічних та екологічних негативних наслідків.
Важливим пріоритетом глобального сталого розвитку є створення так званих «чистих кухонних приміщень» та їх доступності за ціною. Кухонні приміщення вважаються «чистими», якщо їх викиди оксиду вуглецю та дрібних твердих частинок нижчі за певні рівні, визначені ВООЗ.
Кухонні печі та прилади, які працюють на електриці, зрідженому нафтовому газі (LPG), трубопровідному природному газі (PNG), біогазі, спирті та сонячному теплі вважаються чистими. Покращені печі для приготування їжі, які спалюють біомасу ефективніше, ніж традиційні печі, є важливим тимчасовим рішенням у тих областях, де використання чистіших технологій є менш можливим. Загальний доступ до чистих кухонних приміщень створює великі переваги для захисту навколишнього середовища та гендерної рівності.

## Проблеми з традиційним паливом для приготування їжі

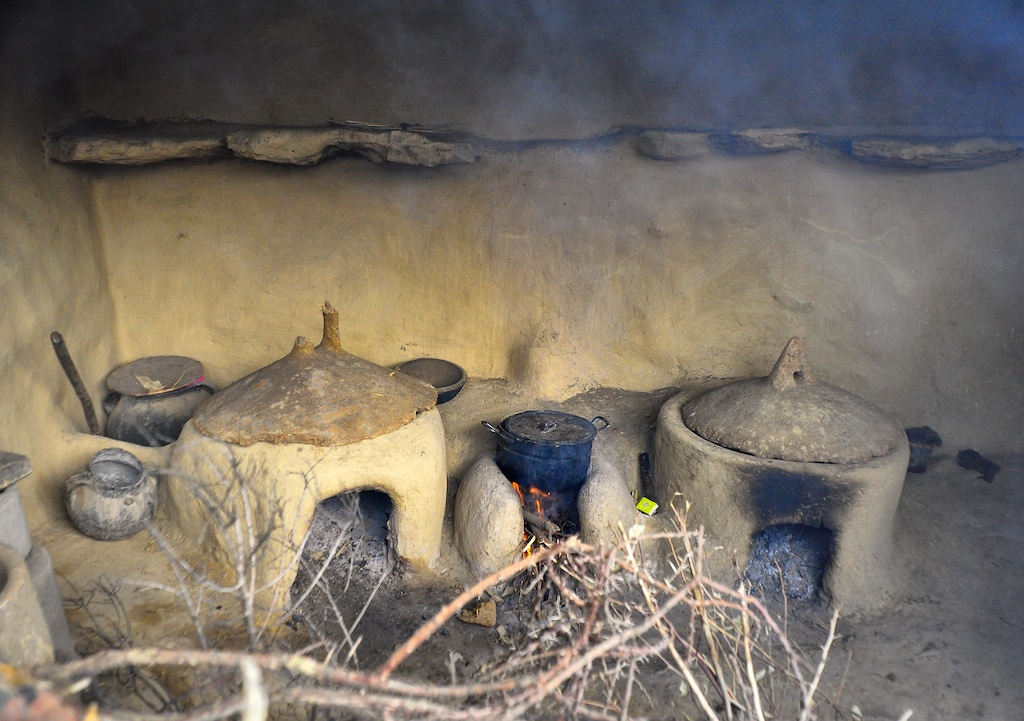
Традиційні печі на дровах

Станом на 2020 рік понад 2,6 мільярда людей, для приготування їжі  у країнах, що розвиваються, віддають перевагу спалюванню забруднюючої біомаси, такі як деревина, кізяки, вугілля або гас, що спричиняє забруднення повітря домогосподарств, а також сприяє забрудненню повітря зовні. За оцінками Всесвітньої організації охорони здоров’я (ВООЗ), забруднення, пов’язане з приготуванням їжі, щорічно спричиняє 3,8 мільйона смертей. Дослідження Global Burden of Disease оцінило кількість смертей в 1,6 мільйона у 2017 році.
Дим твердих горючих копалин містить тисячі речовин, багато з яких небезпечні для здоров’я людини. Найбільш добре вивченими з цих речовин є монооксид вуглецю (CO); дрібні тверді частинки; оксид азоту; оксиди сірки; ряд летких органічних сполук, включаючи формальдегід, бензол і 1,3-бутадієн; поліциклічні ароматичні сполуки, такі як бензопірен. Ці речовини мають як короткострокові, так і довгострокові наслідки для здоров'я.
Побутове забруднене повітря майже вдвічі збільшує ризик дитячої пневмонії і є причиною 45 відсотків усіх смертей від пневмонії у дітей віком до п’яти років. Нові дані показують, що таке повітря є також фактором ризику розвитку катаракти, основної причини сліпоти в країнах із рівнем доходу нижче середнього, та низької ваги при народженні. Приготування їжі на відкритому вогні або на небезпечних кухонних плитах є основною причиною опіків серед жінок і дітей у країнах, що розвиваються.
Найбільш вразливі є жінки, які зазвичай відповідають за приготування їжі, та маленькі діти. Збір палива наражає жінок і дітей на небезпеку і часто займає 15 або більше годин на тиждень, що обмежує їх час на навчання, відпочинок та оплачувану роботу.  Жінкам і дівчатам доводиться часто ходити на великі відстані, щоб отримати паливо для приготування їжі, і, як наслідок, вони стикаються з підвищеним ризиком фізичного та сексуального насильства. Багато дітей, особливо дівчата, можуть не відвідувати школу, а залишаються допомогати своїм мамам зі збором дров і приготуванням їжі. Серйозна місцева шкода довкіллю, включаючи опустелювання, може бути спричинена надмірною заготівлею деревини та інших горючих матеріалів.

### Традиційне обладнання для приготування їжі
Для традиційного способу приготування їжі зазвичай використовують трикам'яну або глиняну піч. Трикам'яна піч — найдешевша у виробництві. Для її спорудження потрібно лише три  камені однакової висоти, на яких можна врівноважити каструлю над вогнем. Дим виводиться в будинок, а не через димохід.
Приготування їжі на традиційному устаткуванні призводить до виходу надміру тепла на відкрите повітря, через що витрачається більше палива. Використання відкритого вогню створює ризик опіків та обшпарювань. Особливо, коли піч використовується всередині приміщення — тісні умови призводять до падіння або наступу на вогонь, передусім дітьми. Крім того, випадкове проливання окропу може призвести до опіків, а роздмухування вогню для подачі кисню може призвести до раптового загоряння гарячого попелу та спричинити травми очей.

## «Чисте обладнання» для приготування їжі

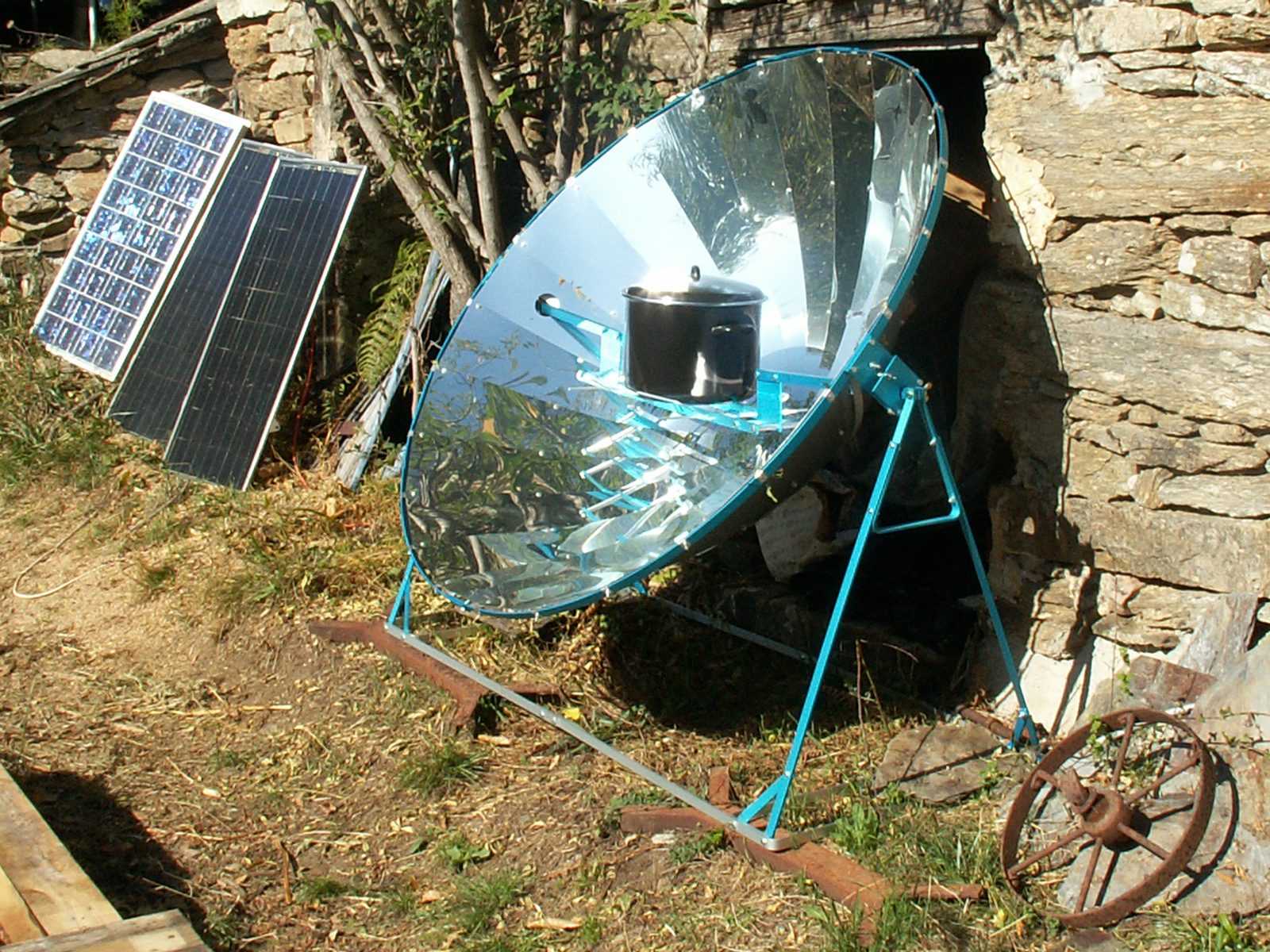
Сонячні плити не забруднюють навколишнє середовище і безкоштовні у використанні, але потребують сприятливої погоди та більш тривалого часу приготування.

Високим пріоритетом глобального сталого розвитку є забезпечення доступності до чистого кухонного обладнання.  За даними Всесвітньої організації охорони здоров’я, приміщення для приготування їжі вважаються «чистими», якщо їх викиди чадного газу та дрібних твердих частинок нижчі за певний рівень.
Печі та прилади, які живляться від електрики, зрідженого нафтового газу (LPG), природного газу з трубопроводів (PNG), біогазу, спирту та сонячного тепла є чистими. Найкращі у своєму класі печі з вентиляторами-газифікаторами, які спалюють паливні гранули; їх можна класифікувати як чисте кулінарне обладнання, якщо вони правильно експлуатуються, а гранули мають досить низький рівень вологості, але на даний момент ці печі не є широко доступними. Станом на 2016 рік, жодна широко доступна піч на біомасі не відповідає рекомендованим нормам викидів для домашнього використання всередині приміщень.
Електрику можна використовувати для живлення таких приладів, як рисоварки та високоефективних індукційних плит, в додаток до стандартних електричних плит. Електричні індукційні печі настільки ефективні, що створюють менше забруднення, ніж зріджений нафтовий газ (LPG), навіть якщо вони використовують електроенергію від спалювання вугілля, а іноді й чогось дешевшого. Станом на 2019 рік 770 мільйонів людей не мають доступу до електроенергії , а для багатьох інших електроенергія не є доступною за ціною чи надійною.
Регенератори біогазу перетворюють відходи, такі як людські відходи та тваринний гній, у багатий метаном газ, який згорає досить чисто. Біогазові системи є перспективною технологією в районах, де кожне домогосподарство має принаймні дві великі тварини для забезпечення устаткувань гноєм, а також є постійний запас води.
Сонячні плити також є чистим обладнанням, але вони збирають і концентрують сонячне тепло тільки коли є доступне сонячне світло.

## Покращені кухонні печі

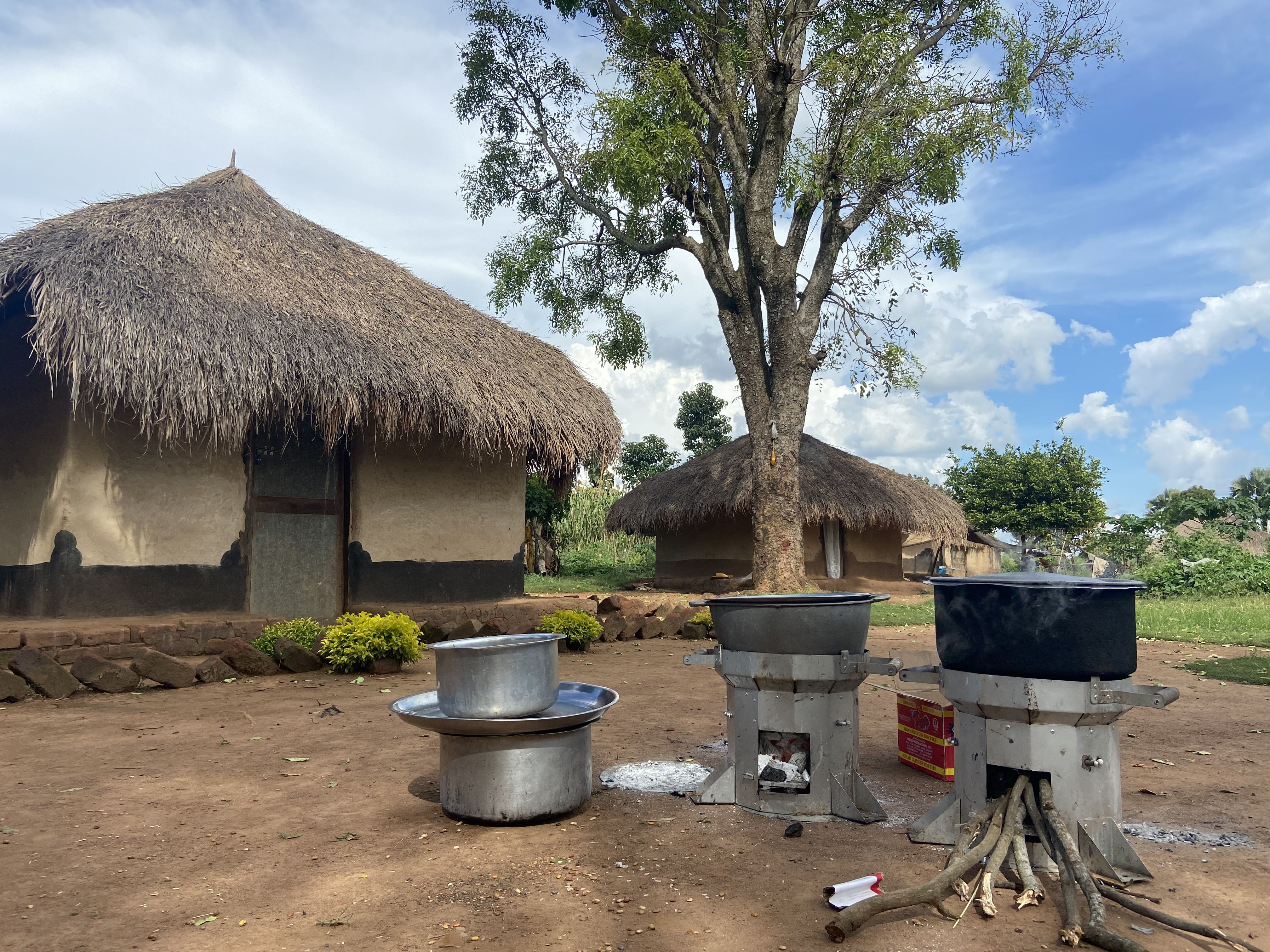
Покращені печі для приготування їжі, такі як показані на зображенні, спалюють біомасу відносно ефективно, але зазвичай все ще виділяють токсичні рівні забруднюючих речовин.

Покращені кухонні печі (ICS), як правило, більш економні, ніж традиційні печі, і їх можна використовувати як проміжний крок до чистого приготування їжі. Станом на 2009 рік, менше 30% людей, які готують їжу на якійсь печі, що функціонує на біомасі, використовують ПКП (ICS).
Підвищення ефективності ПКП не обов’язково означає суттєве зниження ризиків для здоров’я, оскільки для певних захворювань, таких як дитяча пневмонія, зв’язок між рівнями забруднення та впливом на організм є нелінійним. Це означає, наприклад, що 50-відсоткове зниження викидів у приміщенні не зменшить вдвічі ризики для здоров’я. Систематичний огляд 2020 року показав, що використання ПКП призвело до незначного покращення артеріального тиску, задишки та серцево-судинних захворювань, але зовсім не покращило результатів вагітності та здоров’я дітей.
Всесвітня організація охорони здоров’я заохочує подальші дослідження з метою розробки технології печей на біомасі, які мають низький рівень викидів, доступні за ціною, довговічні та задовольняють потреби користувачів. 

## Нетехнологічні покращення
Покращення, спрямовані на зміну поведінки під час приготування їжі, можуть зменшити вплив забруднення повітря домогосподарств від 20 до 98%. Забруднення повітря в приміщеннях можна значно зменшити, готуючи на відкритому повітрі, скорочуючи час перебування в зоні куховаріння, тримаючи двері кухні відкритими під час приготування їжі, уникання нахиляння над вогнем, тримання  дітей подалі від зони готування їжі. Негативний вплив також можна зменшити зміною кухонного приміщення (наприклад, використанням димоходу), сушінням дров перед їх безпосереднім спалюванням та використанням кришки під час приготування їжі.
Навчання громад щодо зменшення впливу забруднення повітря в приміщеннях включає такі заходи як фестивальне співробітництво, релігійні зустрічі та медичні виїзні клініки. Місцеві медичні працівники є важливим ресурсом для навчання громад щодо підвищення обізнананості про зменшення наслідків забруднення повітря в приміщеннях.

## Проблеми
Багато користувачів чистих печей і палива продовжують досить часто використовувати й традиційне паливо та печі, явище, відоме як «накладання палива» або «накладання плит» (анг. "fuel stacking"; "stove stacking"). Наприклад, нещодавнє дослідження в Кенії показало, що домогосподарства, які є основними споживачами зрідженого природного газу, використовують на 42 відсотки більше деревного вугілля, ніж домогосподарства, які є основними споживачами вугілля. Коли практикується таке накладання різних видів палива, введення чистих кухонних приміщень може не зменшити забруднення повітря в побуті настільки, щоб мати значущі зміни для покращення здоров’я. Існує багато причин продовжувати використовувати традиційні види палива та печей, як-от ненадійне постачання палива, вартість палива, здатність печей вмістити різні типи посуди і технік приготування їжі, а також необхідність їхати на великі відстані для ремонту печей.
Зусилля, спрямовані на покращення доступу до чистого палива та плит для приготування їжі, ледве встигали за зростанням населення, а поточна та запланована політика все одно залишить без їхнього доступу 2,4 мільярда людей у 2030 році .

## Вплив на навколишнє середовище та сталий розвиток

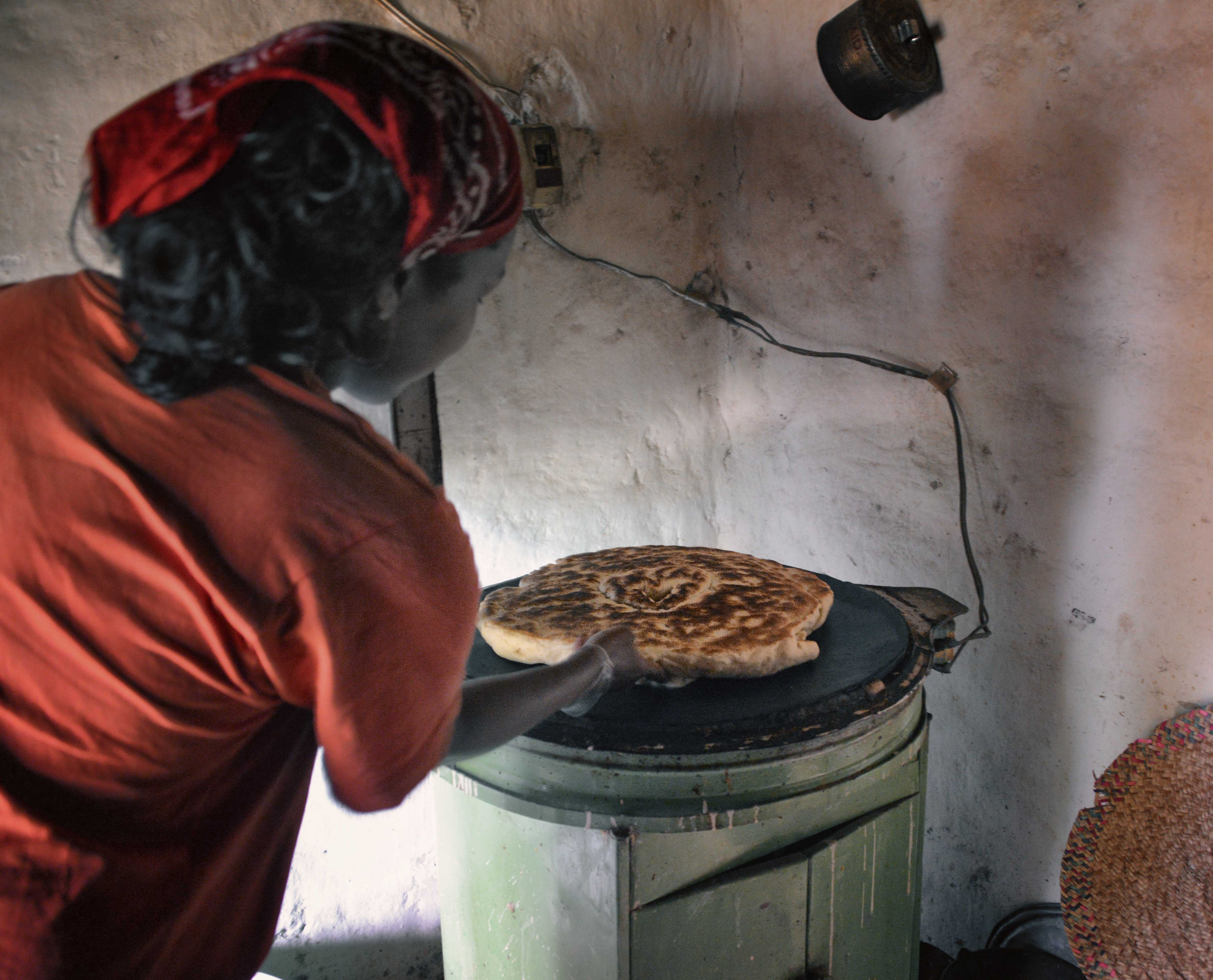
Жінка готує їжу на електриці, чистому джерелі енергії, в Ефіопії

Очікується, що перехід до більш чистих методів приготування їжі  зменшить викиди в повітря, навіть якщо замінним паливом будуть горючі корисні копалини. Є докази того, що перехід на зріджений та природній газ дає менший кліматичний ефект, ніж спалювання твердого палива, яке виділяє метан і вуглець у вигляді сажі. На спалювання твердого палива в житлових приміщеннях припадає до 58 відсотків світових викидів вуглецю-сажі. У 2018 році Міжурядова група експертів з питань зміни клімату заявила: «Прогнозується, що витрати на досягнення загального доступу до електроенергії та чистого палива для приготування їжі та опалення до 2030 року становитимуть від 72 до 95 мільярдів доларів США на рік з мінімальним впливом на викиди парникових газів». 
Загальний доступ до чистого приготування їжі є одним з елементів Цілей сталого розвитку ООН, першою метою 7 пункту є: «До 2030 року забезпечити загальний доступ до доступних, надійних та сучасних енергетичних послуг». Прогрес у сфері чистого приготування їжі сприятиме досягненню інших цілей сталого розвитку, таких як ліквідація бідності (1 ціль), міцне здоров’я та благополуччя (3 ціль), гендерна рівність (5 ціль) та дії щодо клімату (13 ціль). 
У Цілях сталого розвитку ООН також подається важливий показник у пункті 7.1.2 за назвою «Частка населення, яка в основному надає перевагу чистому паливу та технологіям». Показник розраховується як кількість людей, які використовують чисте паливо та технології для приготування їжі, опалення та освітлення, поділених на загальну кількість населення, яке повідомляє про будь-яке приготування їжі, опалення чи освітлення, та яке виражене у відсотках. «Чисте паливо» в цьому контексті визначається показниками викидів і конкретними рекомендаціями щодо використання палива (тобто проти спалювання необробленого вугілля та гасу), які включені в нормативні рекомендації ВООЗ щодо якості повітря в приміщеннях. 